# حرب بيولوجية

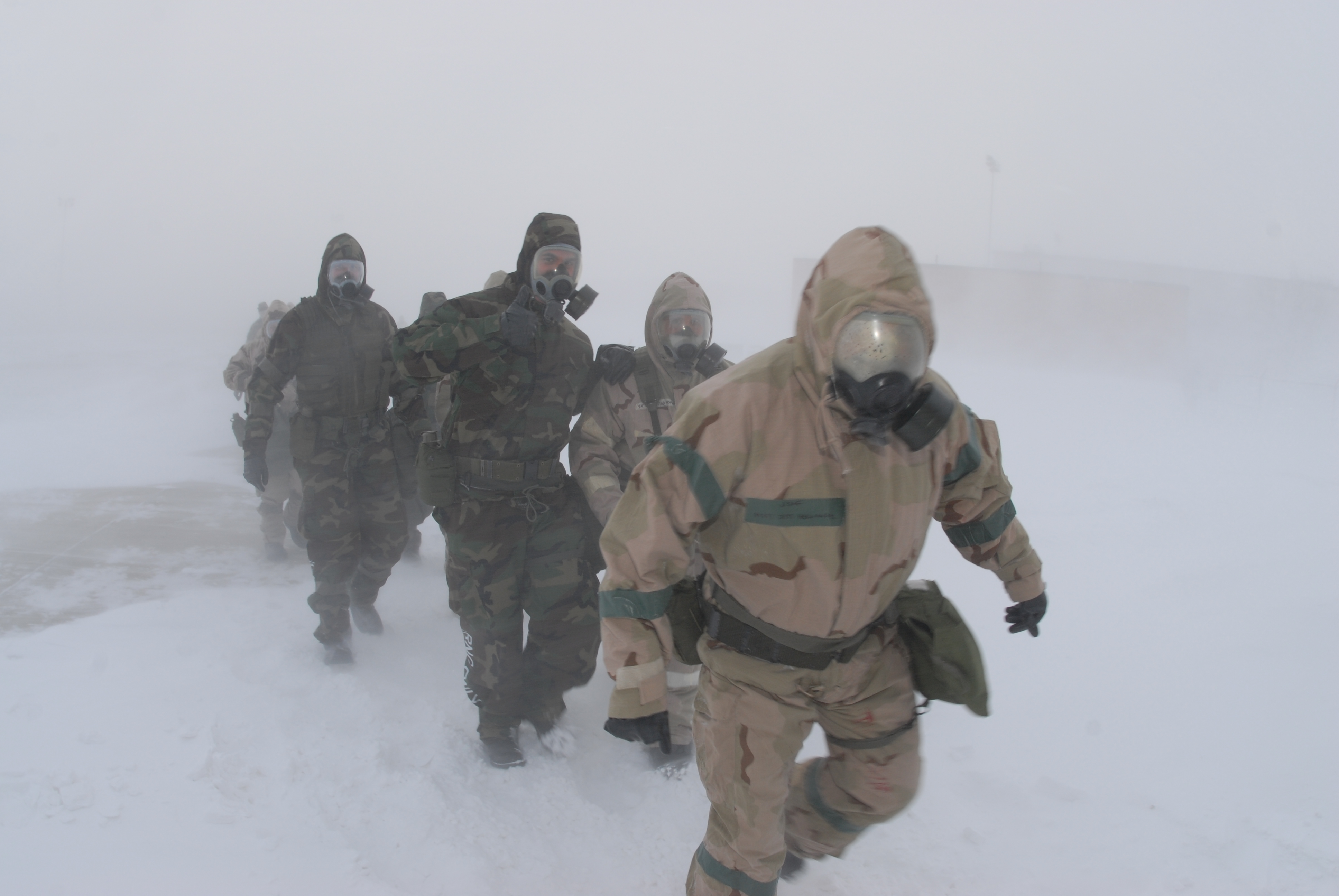
القوات الامريكية تتدرب على الحرب الكيميائية سنة 2009

الحرب البيولوجية أو أسلحة بيولوجية(بالإنجليزية: Biological Warfare)‏ وتعرف أيضًا باسم الحرب الجرثومية أو الحرب الميكروبية، هي الاستخدام المتعمد للجراثيم أو الفيروسات أو غيرها من الكائنات الحية الدقيقة وسمومها التي تؤدي إلى نشر الأوبئة بين البشر والحيوانات والنباتات، وسبل مقاومة هذه الأوبئة ومسبباتها. ويطلق البعض على هذا النوع من الحروب اسم الحرب البكتيرية، أو الحرب الجرثومية، غير أن تعبير الحرب البيولوجية أكثر دقة لشموليته.
والاستخدام المتعمد للعوامل البيولوجية في الحروب قديم جدا، إذ كثيرا ما لجأ المحاربون القدماء إلى تسميم مياه الشرب والنبيذ والمأكولات، وإلقاء جثث المصابين بالأوبئة في معسكرات أعدائهم. ولقد استمر اللجوء إلى هذه العوامل حتى القرن العشرين، حيث استخدمها البريطانيون والأمريكان في جنوب شرقي آسيا لتدمير المحاصيل والغابات التي توفر ملجأ للقوات المحاربة لهم.

## العوامل البيولوجية
تصنف العوامل البيولوجية التي يمكن استخدامها في الحرب البيولوجية إلى خمس مجموعات:
1. الكائنات الدقيقة مثل البكتيريا والفيروسات والفطريات إلخ.
2. السموم الجرثومية الحيوانية والنباتية.
3. ناقلات العدوى مثل الحيوانات المعضلية (القمل، البراغيث إلخ).
4. الحشرات والنباتات المؤذية.
5. المركبات الكيماوية المضادة للمزروعات، (و تندرج هذه أيضا ضمن عوامل الحرب الكيماوية).

## طرق إيصال العدوى
وهناك ثلاث طرق أساسية لإيصال العدوى بالعوامل البيولوجية، وهي العدوى المتنقلة من خلال الجلد، والعدوى بواسطة المأكولات والمشروبات الملوثة، والعدوى بواسطة الهواء. وتعتبر الطريقة الأخيرة أكثر الطرق فاعلية. ويمكن استخدام الطائرات والسفن والقنابل والمدافع والصواريخ كوسائط لنشر هذه العوامل.

## طرق الدفاع ضد العدوى
و يشكل الدفاع ضد الحرب البيولوجية معضلة. ويعتبر التطعيم من أبرز حلول هذه المعضلة، كما تؤمن الملابس والأقنعة الواقية إجراء دفاعيا جيدا. ويضاف إلى ذلك مجموعة من الإجراءات الوقائية مثل حفظ الماء والأطعمة، ورفع مستوى الإجراءات الصحية والنظافة، والحجر الصحي للمناطق المعرضة، وتطهير الأشخاص والتجهيزات والمناطق الملوثة.

## الاتفاقيات والبروتوكولات بخصوص الحروب البيولوجية
و تؤدي الحرب البيولوجية إلى صعوبات بالغة ليس على صعيد الدفاع فحسب، بل وعلى صعيد الهجوم كذلك، إذ إن من الصعب ضبطها وتحديد مناطق تأثيرها عند اللجوء إليها. ولذا فإنها تعتبر أكثر خطورة من الأسلحة الكيماوية من ضمن أسلحة الدمار الشامل. ولقد كانت هذه الحقيقة وراء الجهود التي بذلت طيلة القرن العشرين للحد من إمكانات استخدامها وتطوير الأسلحة الخاصة بها. ولقد وقعت الدول الكبرى في العام 1925 «اتفاقية جنيف» التي تمنع اللجوء إلى الأسلحة البكتريولوجية في الحروب. وذلك بالإضافة إلى منع الغازات السامة وغيرها. ولقد أقرت 29 دولة هذه الاتفاقية. وكانت الولايات المتحدة أبرز الممتنعين عن الانضمام إليها. كما اتخذت الجمعية العمومية للأمم المتحدة قرارا في ديسمبر، 1966، يقضي بضرورة الالتزام بالبروتوكول المذكور، وبذلت بريطانيا خلال الستينات جهودا باتجاه نزع السلاح البيولوجي، ولاقت تلك الجهود دعما واسعا، لا سيما من الاتحاد السوفييتي. ومن جهة ثانية، قام الرئيس الأمريكي السابق ريتشارد نيكسون في العام 1969 بإعلان استنكار الولايات المتحدة لاستخدام الأسلحة البيولوجية، وأمر بتدمير مخزون بلاده منها. وتجدر الإشارة إلى أن «إسرائيل» ليست من البلدان التي انضمت إلى مجموعة «اتفاقية جنيف».
و على الرغم من كافة هذه الجهود، فإن خطر استخدام الأسلحة البيولوجية لا يزال ماثلا في مطلع الثمانينات. ولا تزال الدول الكبرى تتبادل الاتهامات حول إجراء اختبارات على الأسلحة البيولوجية وتطوريها.
و مما لا شك فيه أن من الصعب ضبط انتشار الأسلحة البيولوجية نظرا لسهولة تطويرها، الأمر الذي يفاقم المعضلات التي تواجه الجهود المبذولة لنزعها على الصعيد الدولي، كما يزيد من احتمالات استخدامها في نزاع قد يكون «محليا».